# Храпов Едуард Михайлович
Едуа́рд Миха́йлович Хра́пов — старший прапорщик військової частини в Кременчуці Збройних сил України.

## З життєпису
Вранці 13 липня 2014 року українську військову колону з 30 автомобілів із набоями для сил АТО обстріляли терористи приблизно за 20 кілометрів від Амвросіївки. Були підстрелені перший та останній автомобілі, почався обстріл здалеку. Один зі снарядів вцілив у двері передньої автівки, водію Олександрові Литовченку Храпов наказує покинути рухомий засіб та залягти в укритті. Після наближення розривів військовики вирішують виходити з-під обстрілу, екіпажі ушкоджених автомобілів — 6 осіб — вибираються на кузові вантажівки. Близько вибухнув осколковий фугас, автомобіль перекинувся, Храпов зазнав осколкового поранення в голову та втратив око. Поранених підібрали українські військовики на КАМАЗі, котрі вирвалися з-під обстрілу, вертольотом доставлені до шпиталю. Загалом до пункту призначення дісталося близько 15 автомобілів, 8 бійців поранено, 1 загинув.
Лікувався в Одеському військовому госпіталі, де йому мали вставити скляний протез.

## Нагороди
8 серпня 2014 року — за особисту мужність і героїзм, виявлені у захисті державного суверенітету та територіальної цілісності України, вірність військовій присязі під час російсько-української війни, відзначений — нагороджений орденом «За мужність» III ступеня.